# Ekaterina Lobazniuk
Ekaterina Lobazniuk (n. 10 iunie 1983, Fargʻona, Uzbekistan) este o gimnastă artistică ce a reprezentat Rusia, medaliată olimpică. A participat la o ediție a Jocurilor Olimpice (2000) în care a câștigat două medalii de argint și o medalie de bronz.